# GKS Bełchatów
Der GKS Bełchatów (vollständig Górniczy Klub Sportowy Bełchatów) ist ein Fußballklub aus Bełchatów, einer polnischen Stadt 45 km südlich von Łódź. Der am 26. November 1977 gegründete Klub stieg 2005 erstmals nach sechs Jahren wieder in die Ekstraklasa auf. Er erreichte mit den Endspielteilnahmen im Polnischen Fußballpokal in den Jahren 1996 und 1999 sowie der Vize-Meisterschaft der Saison 2006/07 die größten Vereinserfolge. Heimspielstätte des Klubs ist die GIEKSA Arena.

## Geschichte
GKS Bełchatów startete 2005 in seine vierte Erstligasaison. Nur einmal – im Spieljahr 1995/96 – gelang der Mannschaft in Polens oberster Fußballliga der Klassenerhalt.
Das erste Spieljahr in Polens oberster Spielklasse begann für den GKS Bełchatów am 29. Juli 1995 mit einer 3:4-Niederlage gegen Górnik Zabrze. Der Siegtreffer der Gäste in der 84. Minute leitete eine Negativserie ein, die den Aufsteiger scheinbar geradewegs wieder in die Zweitklassigkeit führen sollte. Am zweiten Spieltag verlor Bełchatów gegen den Łódzki KS in den Schlussminuten abermals knapp mit 0:1 und stand nach fünf Spieltagen noch ohne Punktgewinn da. Erst drei aufeinander folgende Heimspiele, von denen Bełchatów zwei gewann, stoppten diese Serie. Bis zur Winterpause kamen jedoch keine weiteren Siege hinzu und mit gerade einmal neun Punkten – bei zwölf Punkten Rückstand auf den rettenden 14. Platz – schien der Abstieg unvermeidbar. Immerhin erreichte Bełchatów nach sieben Niederlagen und einem Remis am letzten Spieltag der Hinrunde bei Pogoń Stettin noch ein 1:1. Welche Bedeutung der Ausgleichstreffer in der Schlussminute durch Janusz Prucheński für Bełchatów noch haben würde, konnte zu diesem Zeitpunkt niemand erahnen.
Im April 1996 startete Bełchatów in eine Schlussoffensive, die ihnen den nicht mehr für möglich gehaltenen Klassenerhalt bescheren sollte. In den letzten zwei Monaten gewann der Klub neun der 13 ausstehenden Spiele und unterlag nur noch Widzew Łódź und Legia Warschau – zweier übermächtigen Mannschaften, die sich am Saisonende mit jeweils über 30 Punkten Vorsprung vor dem Tabellendritten durchsetzten. Trotzdem hätte der Abstieg nicht mehr vermieden werden können, wenn Jacek Berensztajn im letzten Spiel gegen Pogoń Stettin nicht zum großen Held seiner Mannschaft avanciert wäre. Durch seinen 2:1-Siegtreffer in der 86. Minute zog Bełchatów buchstäblich in letzter Minute mit den unterlegenen Stettinern gleich. Bereits in den beiden vorangegangenen Auswärtsspielen bei Hutnik Krakau und MKS Lublin sorgte Berensztajn mit seinen Treffern in der 86. und 90. Minute für zwei wichtige 1:0-Erfolge, ohne die der Abstieg schon frühzeitig nicht mehr vermeidbar gewesen wäre. Bełchatów stand letztendlich auf Grund des schlechteren Torverhältnisses noch immer hinter Stettin auf einem Abstiegsplatz. Es gilt jedoch der direkte Vergleich, den Bełchatów durch die beiden Schlussminuten-Treffer in Hin- und Rückspiel für sich entschied. Bełchatów blieb erstklassig, Stettin stieg ab. Bełchatóws Aufholjagd im Jahr 1996 blieb bis heute in Polens oberster Fußballliga beispiellos. Hätten nur die Ergebnisse der Rückrunde gegolten, wäre die Mannschaft als Tabellendritter in den UEFA-Pokal eingezogen.
Nach dem Aufstieg 2005 in die Ekstraklasa konnte sich der Verein in den Folgejahren in der Liga etablieren und wurde 2007 überraschend polnischer Vize-Meister, wodurch sie im nächsten Jahr im UEFA-Pokal spielberechtigt waren. Nach einem 4:2-Sieg in der ersten Qualifikationsrunde gegen Ameri Tiflis im Elfmeterschießen, war für Bełchatów jedoch in der zweiten Runde gegen Dnipro Dnipropetrowsk aus der Ukraine Endstation. In der Saison 2011/12 ging der Verein in seine zehnte Saison in der Ekstraklasa, musste eine Saison darauf jedoch wieder absteigen, um schließlich 2014/15 wieder die höchste polnische Liga zu erreichen. Danach stieg der Verein jedoch zweimal ab und spielte daraufhin nur noch in der 2. Liga. Seit 2019 spielt der Verein in der zweitklassigen 1. Liga.

## Stadion

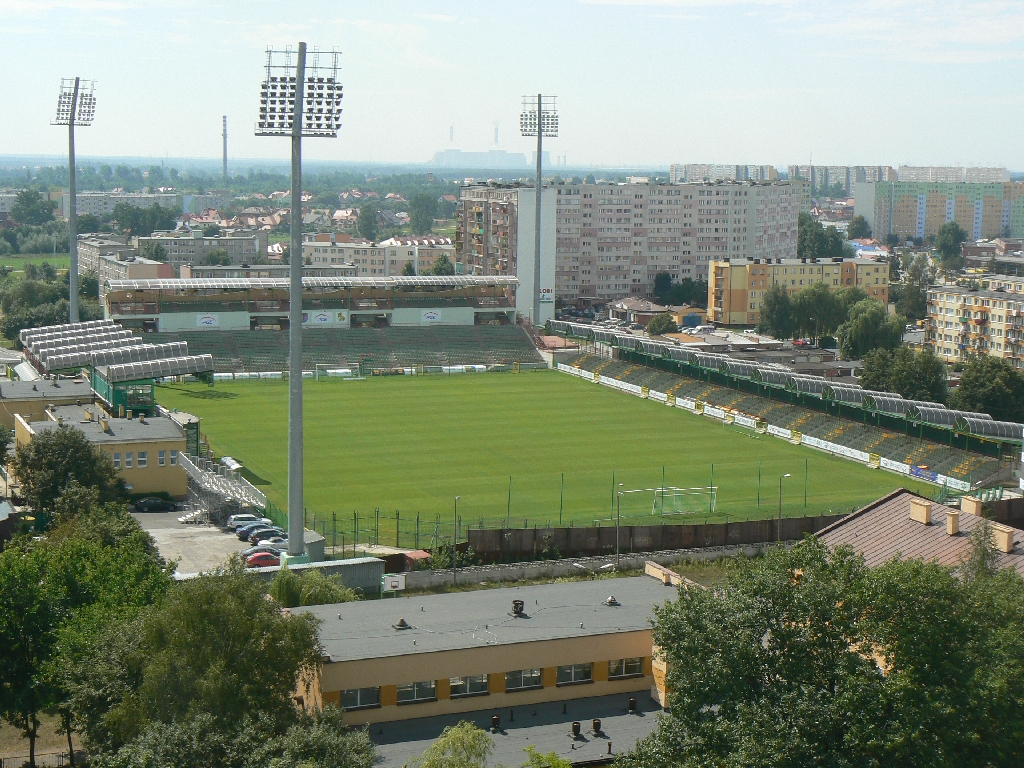
GIEKSA Arena

GKS Bełchatów spielt in der 5.238 Zuschauer fassenden GIEKSA Arena. Der Baubeginn war im Jahre 2001 und endete am 30. November 2008 mit der Überdachung der Tribünen. Die Einweihung des Stadions erfolgte im Jahr 2003 bei der Zweitligabegegnung gegen KSZO Ostrowiec Świętokrzyski. Rasenheizung sowie Flutlichtanlagen sind vorhanden. Bisher fanden hier zwei Spiele der polnischen Nationalmannschaft statt: 1996 gegen Zypern (2:2) und 2006 gegen Litauen (0:1).

## Europapokalbilanz
| Saison  | Wettbewerb | Runde                  | Gegner                | Gesamt          | Hin     | Rück          |
| ------- | ---------- | ---------------------- | --------------------- | --------------- | ------- | ------------- |
| 2007/08 | UEFA-Pokal | 1. Qualifikationsrunde | Ameri Tiflis          | 2:2 (4:2 i. E.) | 2:0 (H) | 0:2 n. V. (A) |
| 2007/08 | UEFA-Pokal | 2. Qualifikationsrunde | Dnipro Dnipropetrowsk | 3:5             | 1:1 (A) | 2:4 (H)       |

Gesamtbilanz: 4 Spiele, 1 Sieg, 1 Unentschieden, 2 Niederlagen, 5:7 Tore (Tordifferenz −2)

## Spieler (Auswahl)
- Jacek Berensztajn
- Marcin Brosz
- Ferdinand Chifon
- Łukasz Garguła
- Jacek Krzynówek
- Lukáš Kubáň
- Mariusz Kukiełka
- Radosław Matusiak
- Piotr Nowak
- Dariusz Pawlusiński
- Milan Radulovic
- Jeremiah White
- Marcin Żewłakow